# Inma Pelegrín
María Inmaculada Pelegrín López, más conocida como Inma Pelegrín, (Lorca, 10 de octubre de 1969) es una poeta española que ha recibido varios premios por su obra. Desde sus primeros trabajos su poesía ha calado y triunfado en muchos foros. Ha participado en diversos eventos y talleres poéticos dentro y fuera de la Región de Murcia. Expresó «la poesía nos ayuda, si no a hallar respuestas, a hacernos las preguntas apropiadas».

## Trayectoria
Nació el 10 de octubre de 1969 en Lorca (Región de Murcia). Se licenció en Filosofía y Ciencias de la Educación y en Psicología.
Es miembro del grupo poético «Espartaria», creada con el objetivo de auspiciar publicaciones y actos en torno a la literatura y colabora con el portal educativo y de divulgación artística en Internet Contraclave. El 2 de junio de 2023 le fue entregado el premio Arquero de Oro que concede la Asociación de Amigos del Museo Arqueológico de Lorca.

## Premios
- Premio internacional de poesía Gerardo Diego (2008) por su poemario Óxido
- XXIV Premio Internacional de Poesía ‘Antonio Machado en Baeza’ (2020), bajo el pseudónimo ‘Lola Quiñonero' por su obra Todas direcciones
- Premio Hispanoamericano de Poesía Juan Ramón Jiménez por Cuestión de horas
- I Premio Pulchrum 2020, concedido por la Fundación O*Lumen
- XXXVIII Premio Jaén de poesía, con su poemario La teoría de las cosas,  2022
- Premio Lumen de Novela 2025, por Fosca[5]

## Obra
- 2008 - Óxido. Pretextos. ISBN 10: 8481918687. ISBN 13: 9788481918687
- 2009 - Universo improbable. Tres Fronteras. DL: MU-420-2009
- 2012 - Cuestión de horas (Dies fugit). Colección Juan Ramón Jiménez. La Isla de Siltolá. ISBN 10: 8415422954. ISBN 13: 9788415422952

- 2016 - Error de cálculo. Ediciones del 4 de agosto
- 2020 - Todas direcciones. Hiperión. ISBN 10: 8490021686. ISBN 13: 9788490021682. EAN: 9788490021682
- 2022 - La teoría de las cosas. Hiperión ISBN 978-84-9002-210-8

### Obra colectiva
- 2008 - Trapos sucios. Tres Fronteras.  ISBN 10: 8475644252. ISBN 13: 9788475644257
- 2014 - Animales entre animales. Antología poética. Raspabook. ISBN: 978-84-943131-0-3. EAN: 9788494313103
- 2015 - La fuente de plata. Antología poética Espartaria 2015. Grupo Poético Espartaria.

### Catálogos expositivos
- 2017 - Latente: Miriam Martinez Abellán. Casa del Mar del Ayuntamiento de Mazarrón. Concejalía de Cultura.
- 2016 - Origen: Carmen Baena, Pepe Yagües: Galerie Gilgenmann.